# Agnes Bogler-Plankenberg
Agnes Bogler-Plankenberg (* 6. Juli 1848 in Stockholm als Agnes Marie Kayser; † 30. April 1927 in Leoben) war eine deutsche Schriftstellerin.

## Leben
Bogler-Plankenberg heiratete am 7. Juli 1869 in Wien Johann Georg (Philipp) Bogler (* 21. April 1823 in Wiesbaden; † 1. April 1908 in Wien). Dieser soll das Gymnasium in Wiesbaden absolviert haben und einige Zeit an der Universität Wien Anatomie, Zoologie, Botanik, Veterinär- und Bodenkunde sowie an der Technischen Hochschule Maschinenbau studiert haben. Das Studium soll er nach Beteiligung an der Revolution von 1848 als Adjutant Bems beendet haben, um Ungarn, den Balkan und die Schweiz zu bereisen und sich schließlich als selbständiger Landwirt in Neulengbach niederzulassen. Dort war er auch agrarpädagogisch tätig und wirkte als Erfinder.
Nach der Heirat soll das Ehepaar viele Jahre das Schloss Plankenberg (Sieghartskirchen) bewohnt haben, zumindest zeitweise lebten sie jedoch auch in Tausendblum (Ebersberg 14). Gemeinsam verfassten sie „Agrarromane“ unter dem Namen Philipp Bogler. Neben ihren Romanen verfasste Bogler-Plankenberg bis 1910 Feuilletons in zahlreichen österreichischen Zeitschriften. Ab 1. Januar 1898 gehörte sie zudem für einige Jahre der Redaktion der Wochenschrift „Die Wage“ an.
Ab etwa 1906 verschlimmerte sich ein Augenleiden, sodass sie in der Folge „ihrer schriftstellerischen Berufstätigkeit fast ganz entzogen“ war. 1909 erhielt sie ein Künstlerstipendium, später auch die Erlaubnis, ihr Pseudonym von Plankenberg als bürgerlichen Namen zu führen.
Nach dem Tod ihres Mannes schloss sie sich der Kommune des Malers und Sozialreformers Karl Wilhelm Diefenbach auf Capri an – schon Jahrzehnte zuvor war sie eine Verehrerin seiner Werke gewesen. Nach Diefenbachs Tod lebte sie in Görz, um 1924 verarmt und fast völlig erblindet in Kierling, zuletzt in Leoben, wo ihr Sohn Edwin (1873–1944) lebte. Sie starb am 30. April 1927 im Allgemeinen Krankenhaus von Leoben an Brustkrebs und wurde am 3. Mai 1927 in Leoben beerdigt.
Bogler-Plankenberg gehörte der Friedensgesellschaft Bertha von Suttners an. Von 1892 bis 1920 war sie Mitglied im Verein der Schriftstellerinnen und Künstlerinnen in Wien.

### Wirkung
Bogler-Plankenberg war bereits in ihren letzten Lebensjahren weitgehend vergessen. Informationen zu ihrem Leben sind spärlich, die Forschungsliteratur ist selbst bei zentralen Lebensdaten widersprüchlich.  Elisabeth Friedrichs notierte in ihrem Schriftstellerinnen-Lexikon von 1981 lakonisch: „Sie soll sehr gelehrt gewesen sein auf allen möglichen Gebieten, ist aber nirgends zu finden.“

## Werke

### Als bzw. mit Philipp Bogler
- Auf ungleicher Bahn. In: Archiv der Landwirtschaft 18. Gerold, Wien 1872.
- Land und Leute aus dem Wienerwald, deren Haus und Hof, Sitten und Gebräuche. Eine landwirthschaftliche Culturstudie der Gegenwart. Verlag des landwirthschaftlichen Bezirksvereines zu Neulengbach, Wien 1879. (Volltext bei der Österreichischen Nationalbibliothek)
- Verbrauchte Waffen. Agrarroman. Hitschmann, Wien 1882. (Volltext einer anderen Ausgabe in der Google-Buchsuche)
- Die Macht der Feder. Roman. Selbstverlag, Wien 1883.
- Die Ritter von der Scholle. Roman. Hitschmann, Wien 1884.
- Erzählungen aus dem Wiener Wald. Hinstorff, Danzig / Leipzig / Wien 1890.

### Als A. v. Plankenberg
- Frau Potiphar. Drama in 5 Aufzügen. Literarische Anstalt, Leipzig 1894.
- (mit Karl Krug) Der Nagel im Herzen. Zeitbild aus den Wiener Kleinbürger-Kreisen in drei Akten. Kreith, Wien 1900.
- Hubertusjünger. Skizzen aus dem Leben der grünen Gilde. Hubertusverlag, Wien 1927 (2. Auflage)

### Mit unbekannter Verfasserangabe
- Schloß Rothenhausen. „Mignon“. Hinstorff, Leipzig 1889.[12]
- Ein Kind seiner Zeit. Pohl, Prachatitz 1908.[12]
- Die Rustenmühle und andere Erzählungen. In deutscher Einheitsschrift. Schulze, Berlin 1926.[12]